# Antoine Prumier
Antoine Prumier (París, 1794 - París, 1868) fou un intèrpret d'arpa francès. Estudià al Conservatori de París i entrà com a arpista en l'orquestra del Teatre dels Italians, després en la de l'Òpera Còmica, i succeí el 1835 a François-Joseph Naderman com a professor del Conservatori de París. Deixà un gran nombre de composicions d'arpa. El seu fill Ange Conrad (1821-1884) el succeí el 1840 com a arpista de l'Òpera Còmica, passà el 1870 a la de la Gran Òpera i fou també professor del Conservatori de París. Deixà composicions per a arpa i alguns fragments de música religiosa.